# Pontet de Rus
El Pontet de Rus és un pontet del terme municipal de la Torre de Cabdella, al Pallars Jussà, dins del terme primigeni de la Torre de Cabdella.
Està situat al límit de la zona perifèrica del Parc Nacional d'Aigüestortes i l'Estany de Sant Maurici, damunt del riu de Riqüerna. És un senzill pont de pedra recentmet refet.